# Дир (тауншип, Миннесота)
Дир (англ. Deer) — тауншип в округе Розо, Миннесота, США. На 2000 год его население составило 92 человека.

## География
По данным Бюро переписи населения США площадь тауншипа составляет 93,6 км², из которых 93,6 км² занимает суша, водоёмов нет.

## Демография
По данным переписи населения 2000 года здесь находились 92 человека, 38 домохозяйств и 28 семей. Плотность населения —  1,0 чел./км². На территории тауншипа расположено 53 постройки со средней плотностью 0,6 построек на один квадратный километр. Расовый состав населения: 97,83 % белых, 1,09 % азиатов и 1,09 % приходится на две или более других рас.
Из 38 домохозяйств в 26,3 % воспитывались дети до 18 лет, в 71,1 % проживали супружеские пары, в 2,6 % проживали незамужние женщины и в 26,3 % домохозяйств проживали несемейные люди. 23,7 % домохозяйств состояли из одного человека, при том 10,5 % из — одиноких пожилых людей старше 65 лет. Средний размер домохозяйства — 2,42, а семьи — 2,89 человека.
21,7 % населения — младше 18 лет, 9,8 % — в возрасте от 18 до 24 лет, 18,5 % — от 25 до 44, 31,5 % — от 45 до 64, и 18,5 % — старше 65 лет. Средний возраст — 45 лет. На каждые 100 женщин приходилось 114,0 мужчин. На каждые 100 женщин старше 18 приходилось 111,8 мужчин.
Средний годовой доход домохозяйства составлял 36 875 долларов, а средний годовой доход семьи —  45 417 долларов. Средний доход мужчин —  26 071  доллар, в то время как у женщин — 20 000. Доход на душу населения составил 14 301 доллар. За чертой бедности не находилась ни одна семья и 2,5 % всего населения тауншипа.